# Ludwig Bieler
Ludwig Josef Georg Bieler (* 20. Oktober 1906 in Wien; † 2. Mai 1981 in Dublin) war ein österreichisch-irischer Philologe.

## Leben
Bieler studierte Klassische Philologie an der Universität Wien und wurde 1929 mit der Arbeit De vita S. Sansonis a Baldrico enarrata questiones tres promoviert. Seit 1930 war er Mitarbeiter am Corpus Scriptorum Ecclesiasticorum Latinorum bei Edmund Hauler an der Österreichischen Akademie der Wissenschaften. Ab 1934 war er an der Handschriftensammlung der Österreichischen Nationalbibliothek angestellt, 1935 absolvierte er die Bibliothekarsprüfung und schließlich erreichte er Anfang 1938 die Stellung eines Staatsbibliothekars II. Klasse. Nach der Habilitation 1936 lehrte er als Privatdozent für Klassische Philologie an der Philosophischen Fakultät, verließ aber Wien kurz nach dem Anschluss Österreichs an das Deutsche Reich. 1940 kam er von England nach Irland, 1946 erhielten er und seine Frau die irische Staatsbürgerschaft. Ab 1948 war er am University College Dublin als Assistent, ab 1951 als Lecturer für Paläographie tätig, unterbrochen von Forschungs- und Lehraufenthalten in den USA, etwa 1947 an der University of Notre Dame und 1954 am Institute for Advanced Study. 1960 trat er die für ihn geschaffene Stelle als Professor of Palaeography and Late Latin am University College Dublin an. Eine von Bieler angestrebte Rückkehr nach Österreich gelang nicht, auch wenn ihn die Österreichische Akademie der Wissenschaften 1964 zum korrespondierenden Mitglied wählte. 1971 wurde er zum korrespondierenden Mitglied der British Academy gewählt.
Seine Erfahrung mit patristischen Texten war die Grundlage für seine Editionen von Texten von und um den irischen Nationalheiligen Patrick sowie eingehende Untersuchungen zu in Irland geschriebenen mittellateinischen Schriften.

## Schriften (Auswahl)
- Zur Interpretation hagiographischer Parallelen. Heidelberg 1974, ISBN 3-533-02391-5.
- Tirechán als Erzähler. Ein Beitrag zum literarischen Verständnis der Patrickslegende. München 1974, ISBN 3-7696-1460-7.
- Theios anēr. Das Bild des „Göttlichen Menschen“ in Spätantike und Frühchristentum. Darmstadt 1976, ISBN 3-534-03848-7.
- Geschichte der römischen Literatur. Berlin 1980, ISBN 3-11-008286-1.